# Platycheirus fulvipes
Platycheirus fulvipes är en tvåvingeart som först beskrevs av Miller 1924.  Platycheirus fulvipes ingår i släktet fotblomflugor, och familjen blomflugor. Inga underarter finns listade i Catalogue of Life.